# Nilopegamys plumbeus
Souris d'eau éthiopienne, Rat d'eau de Gojan
Genre
Espèce
Statut de conservation UICN

PEB2ab(iii) : Peut-être éteint
Nilopegamys plumbeus, la Souris d'eau éthiopienne ou Rat d'eau de Gojan est la seule espèce du genre Nilopegamys. Ce sont des rongeurs de la sous-famille des Murinés d'Éthiopie très adaptée à la vie aquatique. L'espèce est en danger critique d'extinction depuis 2002 et peut-être même éteinte puisqu’elle n’a plus été observée depuis les années 1920.